# Érick Aguirre
Érick Germain Aguirre Tafolla (Michoacán, 23 de fevereiro de 1997) é um futebolista profissional mexicano que atua como defensor, atualmente defende o Monterrey.

## Carreira
Erick Aguirre fará parte do elenco da Seleção Mexicana de Futebol nas Olimpíadas de 2016.

## Títulos
Pachuca
- Liga dos Campeões da CONCACAF: 2016–17

Monterrey
- Liga dos Campeões da CONCACAF: 2021

### Prêmios individuais
- 40 jovens promessas do futebol mundial de 2014[2]